# Hesychotypa
Hesychotypa – rodzaj chrząszczy z rodziny kózkowatych i podrodziny zgrzypikowych.

## Zasięg występowania
Przedstawiciele tego rodzaju występują w Ameryce Północnej i Południowej od Meksyku na północy po Argentynę na południu.

## Systematyka
Do Hesychotypa należy 26 gatunków:

- Hesychotypa aeropa
- Hesychotypa albofasciatus
- Hesychotypa antonkozlovi
- Hesychotypa aotinga
- Hesychotypa avrillasi
- Hesychotypa balia
- Hesychotypa bimaculata
- Hesychotypa cedestes
- Hesychotypa colombiana
- Hesychotypa crocea
- Hesychotypa danilevskyi
- Hesychotypa dola
- Hesychotypa fernandezi
- Hesychotypa heraldica
- Hesychotypa jaspidea
- Hesychotypa lirissa
- Hesychotypa liturata
- Hesychotypa maculosa
- Hesychotypa magnifica
- Hesychotypa maraba
- Hesychotypa miniata
- Hesychotypa morvanae
- Hesychotypa nyphonoides
- Hesychotypa punctata
- Hesychotypa subfasciata
- Hesychotypa turbida